# FK Zlatibor
FK Zlatibor (Servisch: ФК Златибор Чајетина) is een Servische voetbalclub uit Čajetina. 
De club werd in 1945 opgericht en speelde ten tijde van Joegoslavië enkel in het amateurvoetbal. In 2014 bereikte de club voor het eerst het vierde niveau in Servië en in 2016 kwam de club in de Srpska Liga. In het seizoen 2017/18 won Zlatibor de westelijke poule en promoveerde naar de Prva Liga. Zlatibor werd in het seizoen 2019/20 kampioen in de Prva Liga en kwam in het seizoen 2020/21 voor het eerst uit in de Superliga.
Čukarički · 
FK IMT ·
Jedinstvo ·
Mladost Lučani · 
Napredak · 
Novi Pazar ·
OFK Beograd ·
Partizan · 
Radnički 1923 ·
Radnički Niš · 
Rode Ster · 
Spartak · 
Tekstilac ·
TSC · 
Vojvodina · 
Železničar